# اورکاش
اورکاش (به قزاقی: Urkash) یک دریاچه در قزاقستان است.